# 15594 Castillo
15594 Castillo (2000 GG95) là một tiểu hành tinh vành đai chính được phát hiện ngày 6 tháng 4 năm 2000 bởi Nhóm Nghiên cứu Thiên thạch gần Trái Đất thuộc phòng thí nghiệm Lincoln ở Socorro.